# Hamburguesa angus

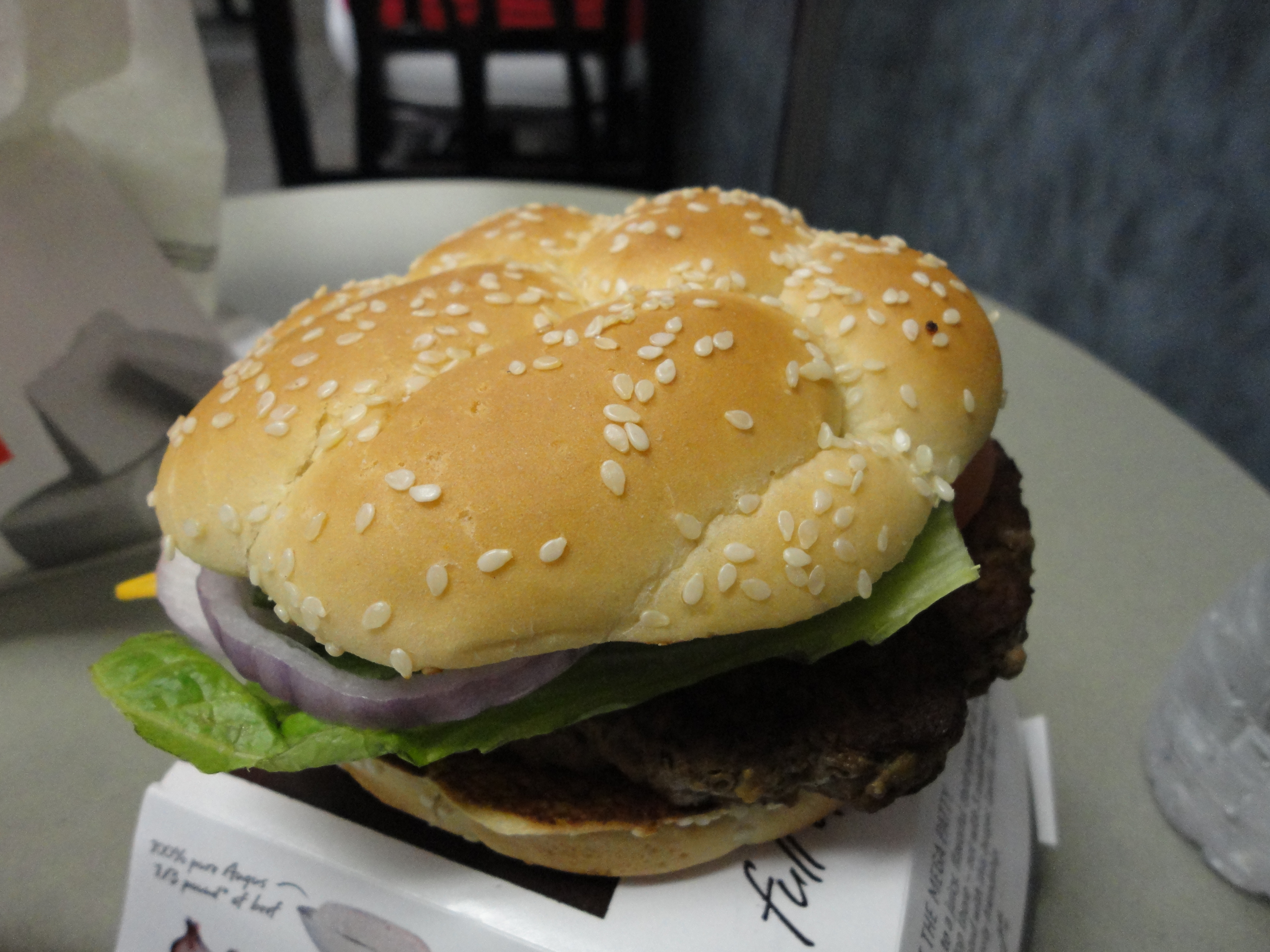
Una 'angus deluxe' lista para ser servida.

La hamburguesa angus (denominada en inglés: Angus burger) es una hamburguesa elaborada con carne picada de la raza vacuna aberdeen angus (autóctona de Escocia de la localidad de Angus) que le proporciona el nombre. El nombre de la hamburguesa proviene de las cadenas de restaurantes que sirven hamburguesas en Estados Unidos y que ponían esta denominación para indicar que la calidad "premium" se destacaba por el empleo de la carne de vacuno especial. Este tipo de hamburguesas se destaca en los menús por su elevado precio. Se presenta en las mismas variaciones que una hamburguesa, es decir las hay cheeseburger (hamburguesa con queso) con carne de vacuno . 

## Historia
Una de las primeras cadenas en creer en la capacidad comercialización de la hamburguesa fue Burger King.[cita requerida] Desde el año 2006, la cadena McDonald's probó su propia versión en diversas zonas de Estados Unidos como fue Chicago, Illinois y algunas zonas cercanas al área de New York. El test mostró que la aceptación era similar a las versiones estándar de las hamburguesas BK. Finalmente en 2009 se introdujo en McDonald's